# Royal Small Arms Factory
Royal Small Arms Factory (RSAF) v Enfieldu byla britská státem vlastněná zbrojovka, existující mezi roky 1816 až 1988.

## Produkce
- Revolver Enfield
- Puška Lee-Enfield
- Sten
- Bren
- L1A1 SLR
- SA80